# CLIPSAS
Centar za zajedničko djelovanje i informiranje masonskih vlasti potpisnika apela u Strasbourgu (fra. Centre de Liaison et d'Information des Puissances maçonniques Signataires de l'Appel de Strasbourg, engl. Centre of Liaison and Information of Masonic Powers Signatories of Strasbourg Appeal), skraćeno CLIPSAS, je  međunarodna i nevladina organizacija koja okuplja slobodnozidarske velike orijente i velike lože koje se pridržavaju liberalnog i adogmatskog ustroja.
CLIPSAS, osnovan 1961. godine, smatra se krovnom organizacijom liberalnog slobodnog zidarstva, jasno se razlikujući od tradicionalnog, isključivo muškog slobodnog zidarstva anglo-američkog tipa. Pojam "liberalno" u ovom kontekstu označava punu slobodu savjesti, bez potrebe za prihvaćanjem određenih vjerskih uvjerenja ili dogmi kao uvjeta za pristup ili priznanje.
CLIPSAS okuplja brojne velike lože iz različitih zemalja koje djeluju na temelju načela potpune slobode savjesti i međusobne tolerancije. Za razliku od tradicije koju zastupa slobodu savjesti, CLIPSAS-ove velike lože ne zahtijevaju vjerovanje u "Vrhovno Biće" (Velikog arhitekta Svemira) niti korištenje određene "Svete Knjige" kao temelja svoga rada – ta pitanja prepuštaju autonomiji svake pojedine nadležnosti. Stoga su u CLIPSAS-u ravnopravno zastupljene i ženske lože te mješovite lože, dok su žene u regularnom slobodnom zidarstvu isključene.
Kao međunarodna organizacija, CLIPSAS nastoji poticati razmjenu i suradnju među slobodnim zidarima različitih zemalja i kulturnih krugova. Organizacija je registrirana kao udruga prema francuskom zakonu iz 1901. godine, sa sjedištem u Parizu. Službeni jezici CLIPSAS-a su francuski, engleski i španjolski. Od 2011. godine CLIPSAS ima savjetodavni status pri Ekonomskom i socijalnom vijeću (ECOSOC) Ujedinjenih naroda kao i UNESCO-u, što mu omogućuje sudjelovanje u međunarodnim raspravama s ciljem promicanja slobodnozidarskih vrijednosti – posebice poštovanja ljudskog dostojanstva i slobode savjesti.

## Temelji

### Ciljevi
Glavni ciljevi CLIPSAS-a usmjereni su na promicanje slobode, tolerancije i bratstva unutar slobodnog zidarstva na globalnoj razini. Ključni koncept u tom kontekstu jest izgradnja "univerzalnog bratskog lanca" (fran. Chaîne d’Union Universelle) među slobodnim zidarima svih zemalja. To znači da sve članice, unatoč različitim ritualima, tradicijama, jezicima i vjerskim uvjerenjima, surađuju na temelju zajedničkih vrijednosti. Na prvom mjestu tih vrijednosti nalazi se potpuna sloboda savjesti (Liberté absolue de conscience), koju članovi CLIPSAS-a smatraju velikim civilizacijskim postignućem i sredstvom za prevladavanje predrasuda i podjela među ljudima. CLIPSAS se također zalaže za ravnopravnost i humanizam unutar slobodnog zidarstva. Mnoge liberalne velike lože, u skladu s njegovim načelima, uz slobodu savjesti posebno naglašavaju slobodu okupljanja i vjeroispovijedi, ravnopravnost žena i muškaraca te poštovanje ljudskog dostojanstva.
Svoje ciljeve CLIPSAS ostvaruje kroz redovite međunarodne susrete, razmjenu informacija i zajedničke izjave. Svake godine održava se Generalna skupština na kojoj se raspravlja o aktualnim društvenim temama iz slobodnozidarske perspektive. Tijekom tih susreta članice predstavljaju rezultate godišnjih studija i rasprava o filozofskim, društvenim i humanitarnim pitanjima. CLIPSAS se ne vidi samo kao organizacija za unutarnje povezivanje slobodnih zidara, nego i kao platforma za izražavanje stavova o ključnim izazovima suvremenog društva. Putem svojih povjerenstava organizacija doprinosi temama poput ljudskih prava, obrazovanja, socijalne pravde i međukulturnog dijaloga. Pritom izričito ne slijedi političke ciljeve u stranačkom smislu, već nastoji praktično ostvarivati slobodnozidarsko načelo ljubavi prema čovjeku i tolerancije preko svih granica.
Jedan od konkretnih ciljeva CLIPSAS-a jest i međusobno priznanje te smanjenje podjela unutar slobodnog zidarstva. CLIPSAS omogućuje liberalnim velikim ložama da uspostave prijateljske odnose bez potrebe za formalnim priznanjem od strane regularnog, isključivo muškog, slobodnog zidarstva. Članice međusobno otvaraju svoje hramove na temelju uzajamnog poštovanja – čak i bez obveze recipročnosti, tj. i u slučajevima kada druga strana još ne uzvraća istom mjerom.

### Strazburški apel(1961.)
Idejna osnova CLIPSAS-a temelji se na tzv. Strazburškom apelu (Appel de Strasbourg), izjavi koju su 22. siječnja 1961. potpisale osnivačke velike lože. Ovaj apel, koji je poslužio kao povelja novog saveza, pozvao je sve "braću slobodne zidare" na stvaranje svjetske bratske povezanosti. Ta se povezanost trebala temeljiti na dvama ključnim načelima: apsolutnoj slobodi savjesti svakog pojedinca i potpunoj međusobnoj toleranciji. Strazburški apel imao je programski karakter. Jasno je naglasio da razlike u tradicijama, ritualima, simbolima i vjerskim uvjerenjima ne smiju biti razlog podjela, već se moraju smatrati duhovnim bogatstvom koje obogaćuje slobodno zidarstvo. Umjesto da budu izvor nesloge, te različitosti trebale bi biti poticaj za međusobno poštovanje. Sve velike lože članice CLIPSAS-a svečano su priznale pravo na različite puteve unutar slobodnog zidarstva i prihvatile tu povijesno oblikovanu raznolikost kao vrijednost.
Jedan od ključnih ciljeva Apela bio je ponovno uspostaviti jedinstvo slobodnog zidarstva, koje je bilo narušeno isključenjima i dogmatizmom. Konkretno, odluke donesene u Strasbourgu suprotstavile su se određenim doktrinarnim odredbama koje su, kako je navedeno, "u suprotnosti s načelima Andersonovih Konstitucija iz 1723. godine". Posebno se istaknulo da zazivanje "Velikog graditelja svih svjetova" u radu lože ili korištenje određene svete knjige (npr. Biblija) ne smije biti obvezujuće, već da to mora biti stvar slobodnog izbora svake lože i velike lože. Upravo je ova tema – koja je predmet rasprava još od 19. stoljeća – i danas glavni razlikovni element između liberalnog i regularnog isključivo muškog slobodnog zidarstva. Strazburški apel jasno se opredijelio za slobodu savjesti: ni vjera u Boga niti određena religijska knjiga ne smiju biti nametnute autoritetom.
Nadalje, velike lože i veliki orijenti okupljeni u Strasbourgu obvezali su se uspostaviti prijateljske odnose međusobno te otvoriti vrata svojih hramova svakom slobodnom zidaru koji je primljen u pravoj i potpunoj loži – i to bez obveze uzajamnosti, ako to dopušta struktura dotične velike lože (bilo da je riječ o muškim, ženskim ili mješovitim ložama). Ova široka otvorenost bila je revolucionarna jer je prekidala dotadašnja stroga pravila o međusobnom priznavanju.
Strazburški apel ima povijesno značenje jer predstavlja formalni početak djelovanja CLIPSAS-a. Statut organizacije izričito se poziva na ovu osnivačku izjavu i preuzima njezina načela. U povijesti kontinentalnog slobodnog zidarstva apel se smatra prekretnicom, jer je svjesno formulirao alternativu anglosaksonskoj regulativi. Potpisnici su istaknuli da ovim dokumentom brane izvorna liberalna načela slobodnog zidarstva, sadržana u Andersonovim Dužnostima iz 1723., prilagođujući ih potrebama suvremenog svijeta. Zaključno, tekst Apela potvrđuje uvjerenje da samo na temelju slobode savjesti slobodno zidarstvo može biti izvor intelektualnog, moralnog i duhovnog obogaćenja čovječanstva. Ovo opredjeljenje od tada predstavlja "temeljno načelo CLIPSAS-a" i obvezujući kodeks vrijednosti za sve njegove članice.

#### Temeljno načelo
Dana 22. siječnja 1961. godine, jedanaest slobodnozidarskih velikih loža i velikih orijenata koje su djelovale suvereno u deset različitih zemalja, izradilo je u Strazburški apel temeljen na apsolutnoj slobodi savjesti, s namjerom da svoje međusobne prijateljske odnose prošire na sve slobodne zidare i lože diljem svijeta. Ovaj je apel uputio poziv svim slobodnim zidarima da se priključe ovom bratskom savezu. Tako je nastao CLIPSAS.
Putem redovitih radnih skupština, ova organizacija osigurava trajnu povezanost među svojim članicama. Velike lože koje su se tako povezale dijele uvjerenje da poštovanje slobode savjesti svakog pojedinca i potpuna, uzajamna tolerancija čine temelj slobodnozidarskog djelovanja. Svim članicama CLIPSAS-a, pristupanjem Strasburškom apelu, izražavaju se obveza i uvjerenje da razlike u tradicijama, ritualima, simbolima i vjerskim pogledima – bilo među velikim ložama ili unutar njih – predstavljaju plod povijesnog razvoja ljudske zajednice. Umjesto da budu izvor razdora, te raznolikosti treba smatrati moralnim poticajem i duhovnim bogatstvom.
Potpisnici Strasburškog apela smatraju da je njihovo udruživanje prirodan i autentičan izraz slobodnozidarskog duha. Ovo opredjeljenje za toleranciju i naglašavanje poštovanja prema različitim načinima mišljenja postavlja temelj ponašanja na kojem se slobodni zidari mogu prepoznati i ujediniti. Potpisnici vjeruju da univerzalni duh slobodnog zidarstva isključuje mogućnost nametanja bilo kakvih dogmi ili "apsolutnih istina" na autoritaran način. Uvjereni su da se bratski lanac može graditi isključivo na toleranciji, utemeljenoj na punoj slobodi savjesti i poštivanju ljudskog dostojanstva. Djelujući u skladu s tim načelima, Strasburška unija vjeruje kako time brani i ostvaruje Andersonova izvorna načela u suvremenom svijetu.
Sloboda savjesti predstavlja temeljno načelo slobodnog zidarstva. Samo tamo gdje se to načelo poštuje, slobodno zidarstvo može biti izvor intelektualnog, moralnog i duhovnog obogaćenja čovječanstva. Samo na toj osnovi, i samo na njoj, slobodni zidari – svjesni stalne mijene vremena – mogu gajiti nadu u stvaranje istinske svjetske humane bratske povezanosti.

#### Tekst Apela
Suverene slobodnozidarske sile okupljene u Strasbourgu 22. siječnja 1961. godine, 
- uzimajući u obzir da je nužno obnoviti bratski lanac među svim slobodnim zidarima, koji je bio prekinut zbog nesretnih isključivanja protivnih načelima Andersonovih Konstitucija iz 1723. godine; da je u tu svrhu potrebno zajednički, uz uvažavanje svih tradicija, svih obreda, svih simbola i svih uvjerenja, te uz poštivanje apsolutne slobode savjesti, utvrditi uvjete koji određuju što znači biti slobodni zidar:
- drže da postavljanje rada pod zaziv Velikog arhitekta Svemira, kao i zahtjev da jedna od Tri svjetla bude Sveta knjiga neke objavljene religije, treba biti prepušteno slobodnoj odluci svake pojedine lože i obedijencije
- odlučuju i izjavljuju da će uspostaviti međusobne bratske odnose te otvoriti vrata svojih hramova – bez uvjeta uzajamnosti – svakom slobodnom zidaru ili slobodnoj zidarki koji su primili Svjetlo u pravoj i potpunoj loži, pod uvjetom da to dopušta specifičnost te lože ili velike lože
- upoćuju poziv svim slobodnim zidarima da se pridruže ovom bratskom lancu, utemeljenom na potpunoj slobodi savjesti i savršenoj međusobnoj toleranciji.[12][13][14]

## Povijest

### Osnutak i rane godine
CLIPSAS je osnovan krajem 1950-ih, u kontekstu unutarnjih napetosti unutar slobodnog zidarstva. Veliki orijent Francuske posebno je nastojao okupiti liberalne snage slobodnog zidarstva na međunarodnoj razini jer je sve izraženiju isključivost i nesklonost dijalogu nekih velikih loža – osobito onih regularnih pod utjecajem Ujedinjene velike lože Engleske – smatrao ozbiljnom preprekom jedinstvu slobodnih zidara. Zajedno s drugim istomišljenim velikim ložama – ukupno njih jedanaest iz deset zemalja – Veliki orijent Francuske je pokrenuo međunarodnu konferenciju održanu 22. siječnja 1961. u Strasbourgu. Na tom kongresu usvojen je poznati Strazburški apel, čime je postavljen temelj za novu organizaciju. Utemeljene velike lože tada su službeno osnovale Centar za zajedničko djelovanje i informiranje masonskih vlasti potpisnika apela u Strasbourgu, poznat pod kraticom CLIPSAS. Od samog početka, inicijativi su se priključile velike lože iz Europe, Afrike, Amerike i Azije, među kojima su bile: Veliki orijent Francuske, Veliki orijent Belgije, Velika loža Italije, Veliki orijent Švicarske, Veliki orijent Luksemburga, Veliki orijent Austrije kao i Najuzvišenija velika loža španjolskog jezika iz Sjedinjenih Američkih Država. Ova raznolikost osnivačica već je tada ukazivala na internacionalni i inkluzivan karakter CLIPSAS-a.
Tijekom prva tri desetljeća, belgijski slobodni zidari imali su snažan utjecaj na razvoj organizacije – od 1961. do 1990. predsjednici CLIPSAS-a neprekidno su dolazili iz redova Velikog orijenta Belgije. U tom je razdoblju članstvo kontinuirano raslo kako su se savezu priključivale nove liberalne velike lože – u početku pretežno iz Europe i Latinske Amerike, a kasnije i iz Afrike te drugih dijelova svijeta. Među značajnijim novim članicama bile su: Velika loža Danske (1970.), Velika mješovita loža Portorika (1976.), Unija Georgea Washingtona – mješovita velika loža iz SAD-a (1979.). U 1980-ima CLIPSAS dodatno jača svoju prisutnost u južnoj Europi uz pristupanje Velike simboličke lože Španjolske i portugalskog Velikog orijenta Lusitanije. Također su se pridružile i prve afričke i azijske organizacije, uključujući Veliki orijent Konga (1984.), Veliki Benin Republike Benin (1988.) i Veliku liberalnu ložu Turske (1989.). Do kraja 1980-ih, CLIPSAS je postao globalni savez liberalnog slobodnog zidarstva, okupljajući desetke velikih loža s četiri kontinenta. Godine 1982. organizacija je prvi put privukla pažnju engleskog govornog područja kada joj se pridružila Velika loža "Omega" – liberalna velika loža iz New Yorka. Iako nije došlo do formalnog priznanja od strane regularnih američkih velikih loža, ovaj događaj naglasio je univerzalne težnje CLIPSAS-a. Sveukupno gledano, razvoj organizacije u početnom razdoblju tekao je prilično skladno, uz naglasak na jačanju unutarnje strukture i organiziranju godišnjih konferencija.

### Promjene tijekom 1990-ih
Jedan od ključnih preokreta u povijesti CLIPSAS-a dogodio se 1990. godine. Na tadašnjoj Generalnoj skupštini po prvi je put za predsjednika izabran netko izvan Belgije – Jean-Robert Ragache iz Velikog orijenta Francuske. Time je na čelo saveza privremeno došla brojčano snažna francuska nadležnost. Ragache je pokrenuo i promjenu imena: do tada se savez često neformalno nazivao "Strazburškom unijom", a on je predložio da se službeni naziv pojednostavi i skrati na akronim "CLIPSAS", budući da je dotadašnji naziv bio predugačak i teško razumljiv. Ova je promjena prihvaćena, uz zadržavanje sadržajne kontinuiteta – CLIPSAS se i dalje smatrao nastavkom izvorne Strazburške unije, ali s modernijim imenom.
Sredinom 1990-ih CLIPSAS se suočio s prvom unutarnjom krizom. Nekolicina velikih majstora iz članica predložila je redefiniranje liberalnog smjera organizacije i restrikciju iznimno otvorene politike prihvaćanja novih članica. Na sastanku u Santiagu de Chile 1994. iznesena je ideja da se Strazburški apel "ažurira" i da se, primjerice, uvede trogodišnji moratorij na primanje novih velikih loža, kako bi se njihova liberalnost detaljnije procijenila. Tu je inicijativu iznio tadašnji potpredsjednik CLIPSAS-a, Lafouge, no ona je naišla na snažno protivljenje. Kritičari su tvrdili da bi takav pristup predstavljao izdaju temeljnih vrijednosti – osobito zato što se planirala brisati ključna rečenica Apela o "poštovanju tuđeg načina mišljenja". Zbog tih napetosti, Veliki orijent Francuske napustio je CLIPSAS 1996. godine, unatoč tome što je bio jedan od njegovih osnivača i do 1993. sam vodio Uniju. Glavni uzrok raskola bile su nesuglasice oko daljnjeg smjera organizacije – otvoreno proširivanje članstva nasuprot selektivnoj konsolidaciji. Veliki orijent Francuske se vratio u CLIPSAS tek 2010., kada su napetosti smirene i postignut je novi balans između rasta i očuvanja identiteta.
Unatoč sukobima, CLIPSAS je tijekom druge polovice 1990-ih nastavio rasti. Predsjednici su dolazili iz različitih zemalja i obedijencija, što je dodatno pridonijelo međunarodnoj ravnoteži. Primjerice: Marc-Antoine Cauchie iz Velikog orijenta Luksemburga vodio je savez od 1993. do 1996., Marie-France Coquard iz Velike ženske lože Francuske bila je predsjednica od 1996. do 1998. – prva žena na toj dužnosti, Javier Otaola iz Velike simboličke lože Španjolske predstavljao je španjolsko slobodno zidarstvo od 1998. do 2000. Ova raznovrsnost u vodstvu odražavala je širinu članstva, ali je također donosila nove izazove, poput potreba za učinkovitijom višejezičnom komunikacijom i koordinacijom.
Godine 1993. CLIPSAS je stekao status registrirane udruge prema francuskom zakonu, upisom kod Pariške policijske prefekture. Time je dotad više neformalna unija dobila jasnu pravnu strukturu, što je znatno povećalo njezinu sposobnost djelovanja. U kasnim 1990-ima CLIPSAS je također počeo aktivno tražiti suradnju s međunarodnim institucijama kako bi slobodnozidarske ideale prenio i izvan vlastitog članstva.

### Razvoj u 21. stoljeću
Ulaskom u 21. stoljeće CLIPSAS je nastavio širiti svoju globalnu prisutnost. Godine 2004. po prvi je put za predsjednika izabran Afrikanac – Gabriel Nzambila iz Velikog orijenta i pridruženih loža Konga – što je označilo rastući značaj afričkih članica unutar saveza. Godine 2007. predsjedništvo je preuzeo Jefferson Isaac João Scheer iz brazilske Velike ujedinjene lože Parane, no preminuo je još iste godine. Njegovo mjesto privremeno je ponovno preuzeo Marc-Antoine Cauchie, koji je vodio CLIPSAS od 2008. do 2011. U svibnju 2011., točno na 50. obljetnicu osnutka, za predsjednika je u Strasbourgu izabran António Reis, bivši veliki majstor portugalskog Velikog orijenta Lusitanije. Njegov mandat (2011. – 2014.) obilježen je jačanjem međunarodne nazočnosti: upravo za njegova vodstva CLIPSAS je 2011. godine stekao savjetodavni status pri UNESCO-u i Ekonomskom i socijalnom vijeću (ECOSOC) čime je predstavnicima organizacije omogućeno sudjelovanje na konferencijama Ujedinjenih naroda. Taj je korak bio ključan za uključivanje slobodnozidarskih vrijednosti – poput međukulturnog dijaloga, obrazovanja i ljudskih prava – u širi društveni kontekst.
Godine 2014. predsjedništvo je preuzeo Louis Daly, predstavnik sjevernoameričke Velike lože "Omega" (2014. – 2016.). U drugoj polovici 2010-ih na čelo CLIPSAS-a dolazi François Padovani, bivši veliki majstor Velike mješovite lože Francuske, koji dužnost obnaša do 2021. godine. Posebno se zalagao za veću transparentnost i modernizaciju unutarnjih struktura. Godine 2021. predsjednik postaje Ivan Herrera Michel iz Kolumbije. Tijekom njegova mandata (2021. – 2024.) CLIPSAS se usmjerava na digitalno povezivanje, dijelom zbog izazova pandemije COVID-19, te na jačanje regionalnih povjerenstava (za Ameriku, Europu, Afriku itd.) kako bi se bolje odgovorilo na potrebe članica u različitim dijelovima svijeta.
U svibnju 2025. godine, sud u Grasseu, Francuska, odbacio je zahtjev sedam velikih loža koje su osporavale izbor Louisa Dalyja za predsjednika CLIPSAS-a. Velike lože su tvrdile da je izbor Dalyja na generalnoj skupštini u svibnju 2024. u Draču, Albanija, bio nepravilan zbog navodnog kršenja statuta i proceduralnih nepravilnosti. Sud je zaključio da nisu ispunjeni uvjeti za hitnu pravnu intervenciju, ističući da statuti ne zabranjuju neuzastopne mandate. Ova odluka privremeno je okončala pravni spor, ali je istaknula unutarnje napetosti unutar CLIPSAS-a.

## Ustroj

### Članstvo
U 2023. godini ova organizacija okuplja 91 veliku ložu/orijent:
- Velika albanska loža "Ilirija"
- Velika ženska loža Argentine
- Veliki federalni orijent Republike Argentina
- Velika liberalna loža Austrije
- Veliki orijent Austrije
- Velika loža Cochabamba
- Velika ujedinjena loža Parane
- Veliki nacionalni orijent "Slava Zapada" Brazila
- Velika ženska loža Brazila
- Velika ujedinjena loža Santa Catarine
- Veliki panamerički masonski orijent
- Velika univerzalna loža Bugarske
- Velika mješovita loža Čilea
- Veliki orijent Čilea
- Veliki orijent Latinske Amerike
- Velika ženska loža Čilea
- Velika loža Danske
- Veliki ekvadorski orijent Nove ere
- Federacija Memfisa-Mizraima
- Velika francuska loža za Memfis-Mizraim
- Velika francuska loža za Mizraim
- Velika nacionalna mješovita loža
- Velika neovisna i suverena loža ujedinjenih obreda
- Velika loža kulture i duhovnosti
- Velika loža Primitivnog škotskog obreda
- Velika mješovita loža Francuske
- Velika suverena mješovita loža Francuske
- Velika ženska loža Francuske
- Velika ženska loža za Memfis-Mizraim
- Velika haićanska loža sv. Ivana u prekomorskom orijentima
- Velika loža Haitija 1961.
- Velika nacionalna loža Hrvatske
- Međunarodni masonski red "Delphi"
- Veliki najuzvišeniji orijent Grčke
- Veliki mješoviti orijent Grčke
- Velika liberalna loža Italije
- Suvereni masonski red Italije
- Talijanski tradicionalni masonski red
- Velika loža Italije Škotskog obreda
- Velika ženska masonska loža Italije
- Velika majčinska loža CAMEA
- Velika ženska loža Kameruna
- Velika nacionalna loža Kanade
- Velika loža "Ani" Kanade
- Kolumbijska federacija masonskih loža
- Velika loža sjeverne Kolumbije
- Velika loža središnje Kolumbije
- Veliki orijent i pridružene lože Konga
- Veliki orijent Konga Brazzaville
- Velika ujedinjena libanonska loža
- Velika loža cedara
- Velika loža središnjeg Libanona
- Velika loža Beit El
- Velika mješovita loža Libanona
- Veliki orijent Kanaana
- Veliki orijent Luksemburga
- Veliki madagaskarski ženski red
- Velika loža Maroka
- Velika ženska loža Maroka
- Veliki meksički nacionalni orijent
- Velika loža za muškarce i žene u Njemačkoj "Humanitas"
- Veliki eburnija Obale Bjelokosti
- Velika simbolička loža Bjelokosti
- Velika ustavna loža Perua
- Velika simbolička loža Luzitanije
- Velika simbolička loža Portugala
- Veliki orijent Luzitanije
- Veliki iberijski orijent
- Velika ujedinjena nacionalna loža Rumunjske
- Velika ženska loža Rumunjske
- Veliki orijent Rumunjske
- Veliki orijent naroda Rusije
- Unija Georgea Washingtona
- Velika univerzalna loža španjolskog jezika u Sjedinjenim Državama
- Velika loža "Omega"
- Velika loža drevnih i prihvaćenih slobodnih zidara Južne Karoline
- Velika loža New Yorka
- Najuzvišenija velika loža španjolskog jezika
- Veliki orijent Slovenije
- Velika liberalna loža Srbije
- Velika loža "Hiram Abif"
- Velika simbolička loža Španjolske
- Veliki orijent Katalonije
- Veliki orijent Švicarske
- Velika liberalna loža Turske
- Velika ženska loža Turske
- Veliki slobodnozidarski orijent Urugvaja
- Velika suverena loža Venezuele
- Zapadnoafrička federacija "Le Droit Humain"
- Velika tradicionalna i simbolička loža Afrike

#### Bivše članice
Tijekom godina u članstvu bile su i: 
- Velika loža "Humanitas" Austrije (1989. – 2023.)
- Konfederacija loža "Lithos" (2011. – 2019.)
- Velika loža Belgije (2011. – 2020.)
- Velika ženska loža Belgije (1984. – 2020.)
- Veliki orijent Belgije  (1961. – 1996., 2008. – 2019.)
- Veliki Benin Republike Benin (1988. – 2023.)
- Velika mješovita masonska loža Brazila (2001. – 2023.)
- Velika ujedinjena loža Pernambuca (2002. – 2023.)
- Velika loža arhitekata akvarija (2005. – 2023.)
- Velika ženska loža brazilskog slobodnog zidarstva (2005. – 2019.)
- Veliki masonski orijent Brazila (2016. – 2023.)
- Inicijativni i tradicionalni red kraljevske umjetnosti (2014. – 2023.)
- Velika opća mješovita loža (2013. – 2023.)
- Velika mješovita loža za Memfis-Mizraim (2003. – 2022.)
- Veliki orijent Francuske  (1961. – 1996., 2010. – 2019.)
- Francuska federacija "Le Droit Humain"  (1983. – 1996., 2013. – 2018.)
- Velika loža Kariba (1997. – 2023.)
- Velika loža Italije (1961. – 2021.)
- Velika ujedinjena loža Kameruna (1982. – 2023.)
- Velika simbolička muška loža Afrike (2003. – 2022.)
- Velika loža "Benjamin Herrera" (2006. – 2023.)
- Veliki orijent Konga (1984. – 2023.)
- Velika mješovita loža Nizozemske (1985. – 2019.)
- Veliki madagaskarski red (1981. – 2023.)
- Veliki orijent Meksika (2015. – 2023.)
- Velika istočna loža Perua (2011. – 2023.)
- Velika mješovita loža Portorika (1976. – 2023.)
- Veliki orijent Salvadora (2009. – 2023.)
- Velika simbolička loža Helvetske (1992. – 2019.)
- Veliki orijent Tajlanda (2017. – 2023.)

Godine u zagradi označavaju razdoblje članstva.

### Vodstvo
CLIPSAS vodi predsjednik koji se bira na trogodišnje razdoblje. Dosadašnji predsjednici su:
1. Georges Beernaerts (1961. – 1962.)[a]
2. Charles Castel (1962. – 1964.)[a]
3. Walter Heinz (1964. – 1966.)[a]
4. Paul Van Hercke (1966.)[a]
5. Robert Dille (1966. – 1970.)[a]
6. Victor Martiny (1970. – 1973.)[a]
7. Pierre Burton (1973. – 1976.)[a]
8. Jaak Nutkewitz (1976. – 1979.)[a]
9. André Mechelynck (1979. – 1982.)[a]
10. Nicolas Bontyes (1982. – 1985.)[a]
11. Silvain Loccufier (1985. – 1987.)[a]
12. Guy Vlaeminck (1987. – 1990.)[a]
13. Jean-Robert Ragache (1990. – 1993.)[b]
14. Marc-Antoine Cauchie (1993. – 1996.)[c]
15. Marie-France Coquard (1996. – 1998.)[d]
16. Javier Otaola Bajeneta (1998. – 2000.)[e]
17. Marc-Antoine Cauchie (2000. – 2004.)[c]
18. Gabriel Nzambila (2004. – 2007.)
19. Jefferson Isaac João Scheer (2007.)
20. Marc-Antoine Cauchie (2008. – 2011.)[c]
21. António Reis (2011. – 2014.)
22. Louis Daly (2014. – 2017.)
23. François Padovani (2017. – 2021.)
24. Ivan Herrera Michel (2021. – 2024.)
25. Louis Daly (od 2024.)[f]